# Horajot
Horajot/הוריות (dt. „Verfügungen, Anweisungen“) ist ein Traktat der Mischna in der Ordnung Nesiqin.
Der Traktat Horajot behandelt den Umgang mit fälschlich ergangenen Anweisungen, sei es absichtlich oder unabsichtlich. Kapitel I widmet sich der Frage von Anweisungen, die durch ein rabbinisches Gericht verfügt wurden, Kapitel II untersucht v. a. die Folgen von Falschanweisungen des Hohenpriesters. Das Ende des Kapitels schreibt verschiedene Opferarten für Leitungspersonen vor und leitet damit thematisch zum dritten Kapitel über, welches die Unterschiede im Falle eines Entsündigungsopfers zwischen Gesalbtem Priester und Fürst bzw. König untersucht.
Der Traktat schließt mit einer Betrachtung über die theoretische Frage, in welcher Reihenfolge Personen das Leben gerettet werden soll. Die scheinbare Rangfolge wird aufgehoben durch die Feststellung, dass sozial außenstehende aber gelehrte Personen einem ungelehrten Hohenpriester vorzuziehen sind.
Der Trakat ist in allen Handschriften und Drucken der letzte Traktat der Ordnung Nesiqin. Er hat eine Tosefta sowie eine Gemara in beiden Talmudim.

## Weblink
- Hebräischer Text des Traktates